# Sturgis Elleno Leavitt
Sturgis Elleno Leavitt  (* 24. Januar 1888 in Newhall, Maine; † 3. März 1976 in Chapel Hill, North Carolina) war ein US-amerikanischer Romanist und Hispanist.

## Leben und Werk
Sturgis Leavitt besuchte die Schule in Gorham. Er studierte am Bowdoin College und unterrichtete ab 1908 an verschiedenen Hochschulen. Er promovierte 1917 an der Harvard University mit der Arbeit Scarron in England, 1656-1800 und lehrte von 1917 bis 1960 an der University of North Carolina at Chapel Hill, ab 1945 als Kenan Professor. Leavitt war Mitherausgeber der Hispanic Review.
Leavitt war Ehrendoktor des Davidson College und des Bowdoin College. Er war Mitglied der Mexikanischen Akademie der Wissenschaften (1974) und der Real Academia Española (1974).

## Werke
- Chilean literature, a bibliography of literary criticism, biography and literary controversy, Baltimore 1923
- Argentine literature. A bibliography of literary criticism, biography, and literary controversy, Chapel Hill 1924
- The Estrella de Sevilla and Claramonte, Cambridge 1931
- A tentative bibliography of Peruvian literature, Cambridge (Mass.) 1932
- Hispano-American literature in the United States. A bibliography of translations and criticism, Cambridge (Mass.) 1932, Ann Arbor 1966
- A tentative bibliography of Bolivian literature, Cambridge, Mass. 1933
- (mit Carlos García-Prada) A tentative bibliography of Colombian literature, Cambridge, Mass. 1934
- (Hrsg.) Tres cuentos sud-americanos, New York 1935
- (mit Sterling Aubrey Stoudemire) Elements of Spanish, New York 1935
- (mit Sterling Aubrey Stoudemire und Pedro Antonio de Alarcón) !Vamos a leer! Unified Spanish, New York 1944, 1967
- (Hrsg. mit Urban T. Holmes, Jr., Alfred G. Engstrom) Romance studies presented to William Morton Dey, on the occasion of his seventieth birthday / by his colleagues and former students, Chapel Hill 1950
- (mit Sterling Aubrey Stoudemire) Sound Spanish, New York 1950
- (Hrsg. mit Sterling Aubrey Stoudemire) Tesoro de lecturas, New York 1958
- Revistas hispanoamericanas. Indice bibliográfico, 1843–1935, Santiago de Chile 1960
- (Hrsg. mit Sterling Aubrey Stoudemire) Por los siglos. An anthology of Hispanic readings, New York 1961
- (Hrsg.) Pedro Calderón de la Barca, La Vida es sueño and El Alcalde de Zalamea, New York 1964
- An introduction to Golden Age drama in Spain, Madrid 1971
- Golden Age drama in Spain. General consideration and unusual features, Chapel Hill 1972